# Territorio dell'Alabama
Il territorio dell'Alabama è stato un territorio degli Stati Uniti d'America esistito tra il 15 agosto 1817 e il 14 dicembre 1819, quando fu ammesso all'Unione come Stato dell'Alabama.

## Storia
Sebbene creato con un atto del Congresso il 3 marzo 1817, il Territorio non divenne effettivo fino al cinque mesi dopo; il ritardo fu causato da un comma che prevedeva la sua effettiva creazione solo quando il Mississippi avesse approvato una Costituzione. Questa entità esistette solo due anni e quattro mesi; il 14 dicembre 1819 infatti l'Alabama fu ammesso all'Unione come 22º Stato.
La capitale del Territorio fu St. Stephens, situato sul Tombigbee nella parte centrale dell'Alabama; l'unico governatore fu William Wyatt Bibb, che divenne anche il primo governatore dello Stato (1819-1820).